# Potamotrygon scobina
Potamotrygon scobina  (лат.) — вид скатов рода речных хвостоколов одноимённого семейства из отряда хвостоколообразных скатов. Обитает в тропических водах бассейнов реки Амазонки и Токантинс, Южная Америка. Максимальная зарегистрированная ширина диска 54,7 34,1 см. Грудные плавники этих скатов образуют округлый диск, длина которого слегка превышает ширину. Спинные и хвостовой плавники отсутствуют. В средней части хвостового стебля расположен ядовитый шип. Размножается яйцеживорождением. Рацион состоит в основном из ракообразных. Не является объектом целевого лова.

## Таксономия
Впервые вид был научно описан в 1913 году. Видовой эпитет происходит от слова лат. scobis — «стружки», «опилки».  

## Ареал
Potamotrygon scobina обитают в Южной Америке, в среднем и нижнем бассейнах рек Амазонка и Токантинс на территории Бразилии. Природные питомники этих скатов расположены в бухте Маражо. На распространённость Potamotrygon scobina в эстуарии Амазонки влияет сезонное изменение солёности вод. 

## Описание
Широкие грудные плавники Potamotrygon scobina срастаются с головой и образуют овальный диск. Спинные плавники и хвостовой плавник отсутствуют. Позади глаз расположены брызгальца. Брюшные плавники закруглены и почти полностью прикрыты диском. На вентральной стороне диска расположены ноздри и 5 пар жаберных щелей. На дорсальной поверхности хвостового стебля имеется ядовитый шип. Каждые 6—12 месяцев он обламывается и на его месте вырастает новый. У основания шипа расположены железы, вырабатывающие яд, который распространяется по продольным канавкам. В обычном состоянии шип покоится в углублении из плоти, наполненном слизью и ядом. 
Максимальная зарегистрированная ширина диска 54,7 см, а вес 15 кг. Окраска коричневатого цвета с многочисленными светлыми пятнышками.

## Биология
Подобно прочим хвостоколообразным Potamotrygon scobina размножаются яйцеживорождением. В помёте от 1 до 16 новорожденных, по другим данным до 4. Беременность длится 3—4 месяца. Самцы и самки достигают половой зрелости при ширине диска 35 и 40 см соответственно. Рацион состоит в основном из креветок и равноногих рачков.

## Взаимодействие с человеком
В некоторых районах мясо этих скатов употребляют в пищу, хотя они не являются объектом целевого промыла и попадаются в качестве прилова при ловле рыбы сетями или на крючок. Молодые особи представляют некоторый интерес для аквариумистов, их импорт нелегален. Вид страдает от ухудшения условий среды обитания, обусловленного антропогенными факторами. Данных для оценки Международным союзом охраны природы статуса сохранности вида недостаточно.